# Giồng Cá Vồ
Giồng Cá Vồ là một di tích khảo cổ nằm ở ấp Hòa Hiệp, xã Long Hòa, huyện Cần Giờ, Thành phố Hồ Chí Minh. Nơi đây nằm trên một giồng đất đỏ, có diện tích khoảng 7000 mét vuông, cao hơn khoảng 1,5 mét so với mặt đất hiện tại, phần chân giồng thường xuyên bị ngập mặn.

## Quá trình khai quật
Tháng 12 năm 1993, di tích Giồng Cá Vồ được Bảo tàng Lịch sử Việt Nam Thành phố Hồ Chí Minh và Viện Bảo tàng Lịch sử Việt Nam tiến hành đào thám sát và phát hiện có 38 ngôi mộ chum trong đó 23 mộ có di cốt người. Bên cạnh đó còn phát hiện được nhiều đồ tùy táng bằng gốm, đá, thủy tinh, vỏ nhuyễn thể, sắt... hiện vật chủ yếu là đồ trang sức.
Ngày 2 tháng 4 năm 1994, Bộ Văn hóa Thông tin đã ban ban hành giấy phép số 181/VHQĐ để kịp thời bảo vệ di tích trước sự phá hủy của tự nhiên và quá trình canh tác ở địa phương. Từ ngày 26 tháng 4 năm 1995 đến ngày 21 tháng 6 năm 1995, Các nhà Khảo cổ học Bảo tàng Lịch sử Việt Nam Thành phố Hồ Chí Minh, Viện Bảo tàng Lịch sử Việt Nam và Viện Khảo cổ học đã tiến hành khai quật di tích này.
Hiện nay, hàng trăm di vật từ cuộc khai quật khảo cổ di tích ở nơi đây đang được lưu giữ và trưng bày tại một số bảo tàng lớn như Bảo tàng Lịch sử quốc gia, Bảo tàng Lịch sử Thành phố Hồ Chí Minh và Bảo tàng Lịch sử - Văn hóa Nam bộ thuộc Đại học KHXH-NV - Đại học Quốc gia Thành phố Hồ Chí Minh, nhằm giới thiệu về lịch sử Việt Nam trong giai đoạn tiền sơ sử trong những thế kỷ cuối trước Công nguyên.

## Công nhận di tích
Ngày 13 tháng 4 năm 2000, giồng Cá Vồ được công nhận là di tích khảo cổ học cấp quốc gia theo Quyết định số 06/2000-QĐ-BVHTT của Bộ Văn hóa Thông tin.